# Chiesa di Santa Maria ad Agnone
La chiesa di Santa Maria ad Agnone era un edificio monumentale di Napoli, ubicato nell'omonimo vicolo, nel cuore del centro antico.
Secondo un'antica tradizione medievale, nel luogo dove ora sorgono le strutture, girovagava un serpente estremamente velenoso che da tempo terrorizzava gli abitanti della zona.
Nell'833 d.C., un uomo chiamato Gismondo riuscì a passare indenne per questi luoghi, grazie ad un prodigioso intervento della Madonna. Più tardi, costui inaugurò la costruzione del monastero dedicandolo a Santa Maria ad Agnone. La sua vecchia sede, oggi, è riscontrabile con l'antico edificio che affaccia sullo slargo di vico della Serpe.
Fino al 1530, il complesso fu abitato prevalentemente da Benedettine e, in seguito, dai Padri Ospedalieri, che vi risiedettero fino al 1587. Infine, le strutture furono affidate ad una congrega che dedicò il luogo di culto a Santa Maria dell'Arco.
Di qui a poco, la struttura religiosa venne ammodernata secondo lo stile barocco in voga all'epoca; successivamente, con l'allontanamento della congrega, il monastero divenne carcere femminile (XIX secolo).
La chiesa fu distrutta dalle conseguenze di un'incursione aerea nel 1943. Nell'interno era conservata una tavola della Vergine risalente al XV secolo.
Le scoperte dei recenti scavi archeologici della zona hanno svelato particolari interessanti circa i profondi cambiamenti dell'area, soprattutto quelli che abbracciano un arco temporale che va dal XIV al XVI secolo: tra i reperti rinvenuti, si ricorda un impianto di produzione artigianale del periodo spagnolo. Oggi il complesso è occupato dalla CISA (Centro Interdipartimentale di Servizi di Archeologia).